# Lito y Polaco
 (juillet 2017).
Si vous disposez d'ouvrages ou d'articles de référence ou si vous connaissez des sites web de qualité traitant du thème abordé ici, merci de compléter l'article en donnant les références utiles à sa vérifiabilité et en les liant à la section « Notes et références ».
Pour les articles homonymes, voir Lito et Polaco.
Rafael Sierra et Rafael Omar Polaco Molina, alias Lito y Polaco, sont considérés par la critique comme le duo de reggaetoneros de Puerto Rico formés en 1995 qui exercent le style le plus agressif du genre musical. Ils sont affiliés chez Pina Records. Le duo s'allie avec Mc Ceja pour former un trio et produisent Los Tres Mosqueteros.
En 1998, les compères enregistrent avec Dj Frank Time to Kill, et avec Dicki No Fear 3.
En décembre 2001 ils lancent Mundo frío la seconde production avant Fuera de serie.